# 폭군의 셰프
《폭군의 셰프》는 2025년 8월 23일부터 방송 예정인 tvN 토일 드라마다.

## 기획 의도
최고의 순간 과거로 타임슬립한 셰프가 최악의 폭군이자 절대 미각 소유자인 왕을 만나며 벌어지는 서바이벌 판타지 로코

## 제작진

### 제작사
- 스튜디오드래곤

### 극본
- 이희명

### 연출
- 장태유

## 등장 인물

### 주요 인물
- 임윤아 : 연지영 역 - 파리 미슐랭 3스타 레스토랑의 헤드셰프, 한국대학의 저명한 사학자 연승우의 외동딸.
- 이채민 : 이헌 (연희군) 역 - 군주, 죽은 폐비 연씨의 아들. 인주대왕대비 한씨의 친손자.[2]
- 강한나 : 강목주 역 - 숙원, 이헌의 후궁. 제산대군의 심복. 천하절색의 미인.
- 최귀화 : 제산대군 역 - 사옹원 제조, 이헌의 숙부.

### 수라간 사람들
- 윤서아 : 서길금 역 - 냄새를 잘 맡는 소녀, 절대 후각의 소유자.
- 김광규 : 엄봉식 역 - 선임 숙수, 종7품 선부.
- 홍진기 : 맹만수 역 - 선임 숙수, 종8품 조부.
- 미상 : 심막진 역 - 보조 숙수, 임부. 불 다루는 일을 담당하는 정9품 임부.
- 김현목 : 민개덕 역 - 보조 숙수, 반공. 밥 짓는 일을 담당하는 반공.
- 정규수 : 윤춘식 역 - 설리, 수라간 관리내관. 수라간의 모든 살림을 책임지는 사옹원 소속 설리.

### 이헌의 사람들
- 오의식 : 임송재 역 - 도승지, 이헌의 누이 휘숙옹주의 부마. 인주대왕대비 한씨의 손녀 사위. 권모술수에 능한 모략가이자 지략가. 임서홍의 아들.
- 박영운 : 신수혁 역 - 우림위장, 타고난 무사 기질로 불같은 성정의 이헌의 곁을 묵묵히 지킨다.
- 이주안 : 공길 역 - 비밀이 많은 이헌의 광대, 사당패의 꼭두쇠이자, 처용무로 이헌의 마음을 빼앗은 광대.
- 장광 : 창선 역 - 상선, 선대왕 시절부터 왕을 2대째 모시고 있는 내관. 입이 무겁고 지혜롭다.
- 박준면 : 최말임 역 - 대전 상궁, 창선과 함께 이헌을 오래 보필한 지밀상궁. 예의 바르고 위엄이 있다. 지영을 좋아하고, 지영의 요리는 더욱 좋아한다.
- 미상 : 폐비 연씨 역 - 이헌의 생모, 이헌이 어린 시절, 모종의 이유로 폐서인이된 후에 죽음을 맞이한다.

### 내명부 사람들
- 서이숙 : 인주대왕대비 역 - 이헌과 진명대군의 조모, 자현대비의 시어머니. 죽은 폐비 연씨의 전 시어머니.[3]
- 신은정 : 자현대비 역 - 이헌의 계모, 인주대왕대비의 며느리. 진명대군의 어머니.
- 김윤미 & 이헌주 : 양귀인&성귀인 역 - 후궁들, 선종이 총애하던 후궁들. 친자매처럼 지내며 철없는 소리를 자주한다.
- 미상 : 진명대군 역 - 이헌의 이복동생, 자현대비의 아들. 인주대왕대비의 친손자. 역사에서는 이헌이 '갑신사화'를 일으켜 폐위되며 보위에 오른다.
- 미상 : 김복순 역 - 제조상궁, 상궁 중 가장 지위가 높은 어른 상궁으로, 왕명을 받들고 내전의 재산 관리를 담당하는 업무를 맡았지만, 내명부의 실세인 인주대왕대비를 주로 보필한다.
- 미상 : 추월 역 - 감찰상궁, 궁녀들의 부정부패를 감시하고 조사하여 처벌하는 임무를 맡았지만, 사실 목주가 심어 놓은 첩자다. 궐 안에서 각종 염탐, 거짓말, 이간질, 모함을 일삼는다.

### 조정 대신들
- 남경읍 : 임서홍 역 - 공조참판, 임송재의 아버지. 휘숙옹주의 시아버지.
- 손종학 : 한민성 역 - 한민성파, 영의정. 인주대왕대비의 오라버니로, 현 조정을 움직이는 실세.
- 미상 : 박원준 역 - 한민성파, 좌의정. 이헌의 올바르지 못한 행실에 충언을 일삼는다.
- 미상 : 유형민 역 - 한민성파, 예조참판. 명나라 사신단을 맞이하는 원접사.
- 조승연 : 성인재 역 - 제산대군파, 우의정. 제산대군을 등에 업고 새로운 조선을 꿈꾸고 있다.
- 미상 : 유문정 역 - 제산대군파, 이조판서. 무인사회 때 가족을 잃고, 제산대군의 편에 섰다.
- 미상 : 김양손 역 - 제산대군파, 홍문관 대제학. 무인사화 때 동생 김일손을 잃고, 이헌에게 적대심을 지니고 있다.

## 참고 사항
- 서이숙과 신은정 그리고... 손종학은... 2017년도에 방송되고 종영된 MBC 월화 특별기획 드라마 《역적 : 백성을 훔친 도적》 이후 8년만에 다시 한번 더 재회하게 되는 작품의 계기가 되었다.
- 김현목과 이채민은 MBC 금토드라마 《바니와 오빠들》 이후로 3개월만에 재회하는 작품이다.
- 김광규와 홍진기는 2021년에 방송된 SBS 월화드라마 홍천기 이후로 4년 만에 재회하는 작품이다.
- 이번 작품은 tvN 토일 드라마의 기존 방송 시간인 밤 9시 20분에서 10분 앞당겨진 밤 9시 10분에 방송된다. 같은 날 첫 방송되는 KBS 토일 미니시리즈 〈트웰브〉의 방송 시간이 밤 9시 20분인 점을 감안한 것으로 보이는데, 이 편성 변경이 이번 작품에 국한된 것인지, 아니면 tvN 토일 드라마의 방송 시간이 완전히 변경된 것인지는 알 수 없다.